# Coleocentrus rufus
Coleocentrus rufus là một loài tò vò trong họ Ichneumonidae.